# KkStB 99
| kkStB 99 / NÖLB 2 / BBÖ 99 / FS 876 / ČSD 320.0 / JDŽ 153 / MÁV 376" / ÖBB 91 kkStB 199 / NÖLB 102 / BBÖ 199 / FS 877 / JDŽ 153 / ÖBB 91.1 | kkStB 99 / NÖLB 2 / BBÖ 99 / FS 876 / ČSD 320.0 / JDŽ 153 / MÁV 376" / ÖBB 91 kkStB 199 / NÖLB 102 / BBÖ 199 / FS 877 / JDŽ 153 / ÖBB 91.1 | kkStB 99 / NÖLB 2 / BBÖ 99 / FS 876 / ČSD 320.0 / JDŽ 153 / MÁV 376" / ÖBB 91 kkStB 199 / NÖLB 102 / BBÖ 199 / FS 877 / JDŽ 153 / ÖBB 91.1 |
| --- | --- | --- |
| ÖBB 91.32 (ex kkStB 99.32) im Südbahnmuseum Mürzzuschlag                                                                                   | | |
| Technische Daten | | |
| | kkStB 99 | kkStB 199 |
| Hersteller | Krauss/Linz, Floridsdorf, BMMF | Krauss/Linz |
| Bauart | 1Ct n2v | 1Ct n2v |
| Spurweite | 1435 mm | 1435 mm |
| max. Geschwindigkeit | 50 km/h | 60 km/h |
| Zylinder-Ø | 370/570 mm | 370/570 mm |
| Kolbenhub | 570 mm | 570 mm |
| Treibrad-Ø | 1140 mm | 1140 mm |
| Laufrad-Ø | 870 mm | 870 mm |
| Radstand | 5050 mm | 5050 mm |
| Zahl d. Rohre | 157 | 157 |
| Zahl d. Rauchrohre | – | – |
| Rohrlänge | 3500 mm | 3500 mm |
| Heizfl. d. Rohre | 67,8 m² | 67,8 m² |
| Heizfl. d. Feuerbüchse | 6,7 m² | 6,7 m² |
| Überhitzerfläche | – | – |
| Rostfl. | 1,42 m² | 1,42 m² |
| Dampfdruck | 13 | 13 |
| Dienstgewicht | 39,3 t | 41,95 t |
| Reibungsgewicht | 30,0 t | 31,5 t |
| Länge | 8,866 m | 8,866 m |
| Höhe | 4,400 m | 4,400 m |

Die Dampflokomotiven der Reihe kkStB 99, kkStB 199 und kkStB 299 waren Tenderlokomotiven „Bauart Gölsdorf“ der k.k. österreichischen Staatsbahnen für den Einsatz auf Lokalbahnen. Sie wurden auch von den Niederösterreichischen Landesbahnen beschafft.

## Geschichte

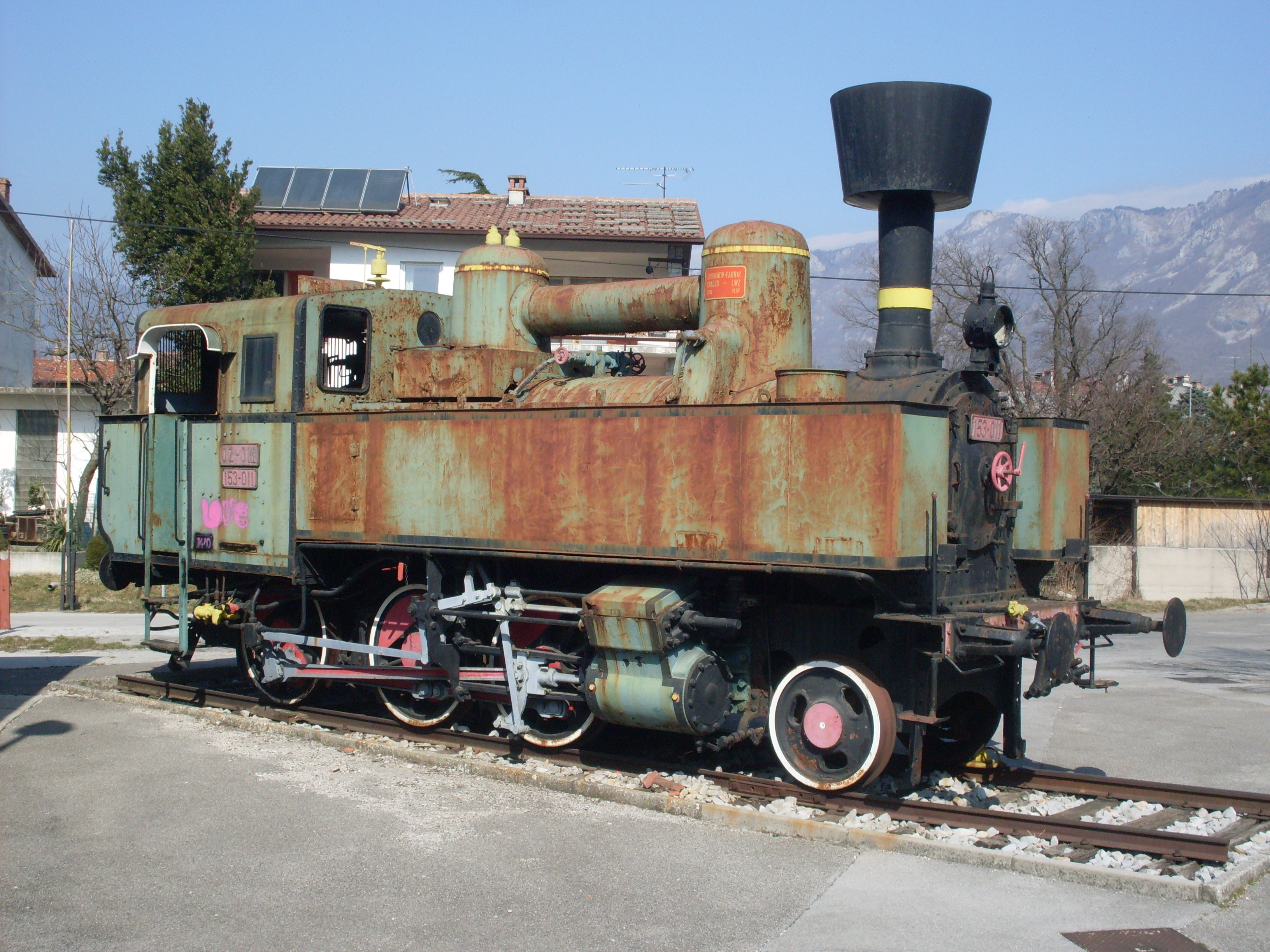
JZ 53-011 (ex kkStB 99.64)

### Reihe 99
Für den gestiegenen Verkehr auf der Lokalbahn Karlsbad–Marienbad (Kurswagenbeförderung) entwickelte Karl Gölsdorf eine neue Lokomotivtype mit Verbundtriebwerk, die konstruktiven Details wurden von der Lokomotivfabrik Krauß & Comp. in Linz erarbeitet. 1897 begann die Lieferung der Type, die die geforderten Bedingungen (300 PS) erfüllte, bei guter Kohle erzielte sie sogar 400 PS Leistung. Die Maschinen verfügten über die von Gölsdorf entwickelte Winkelhebelsteuerung und den für altösterreichische Lokomotiven typischen doppelten Dampfdom mit Verbindungsrohr. Hersteller waren neben Krauss/Linz weiters die Wiener Lokomotivfabrik Floridsdorf und die Böhmisch-Mährische Maschinenfabrik.
Bis 1908 wurden 69 Stück für die k.k. Staatsbahnen gebaut, dazu kamen zwischen 1903 und 1907 noch 5 Stück zu den Niederösterreichischen Landesbahnen als Reihe 2. Die wurden u. a. auf der Lokalbahn Korneuburg–Hohenau eingesetzt.
Die kkStB-Maschinen waren im Jahr 1914 in den Heizhäusern Hainfeld, Hütteldorf, Budweis, Kuttenberg, Jungbunzlau, Karlsbad, Laibach und Knittelfeld anzutreffen. Fünf 99er waren vom Heizhaus Wien Hütteldorf aus auf der Vorortelinie vor leichten Zügen im Einsatz. Bemerkenswert sind die Einsätze auf der Mühlkreisbahn mit bis zu 46 Promille Steigung sowie der Karlsbader Lokomotiven auf der Steilstrecke der Lokalbahn Schlackenwerth–Joachimsthal mit Neigungen bis 50 Promille.

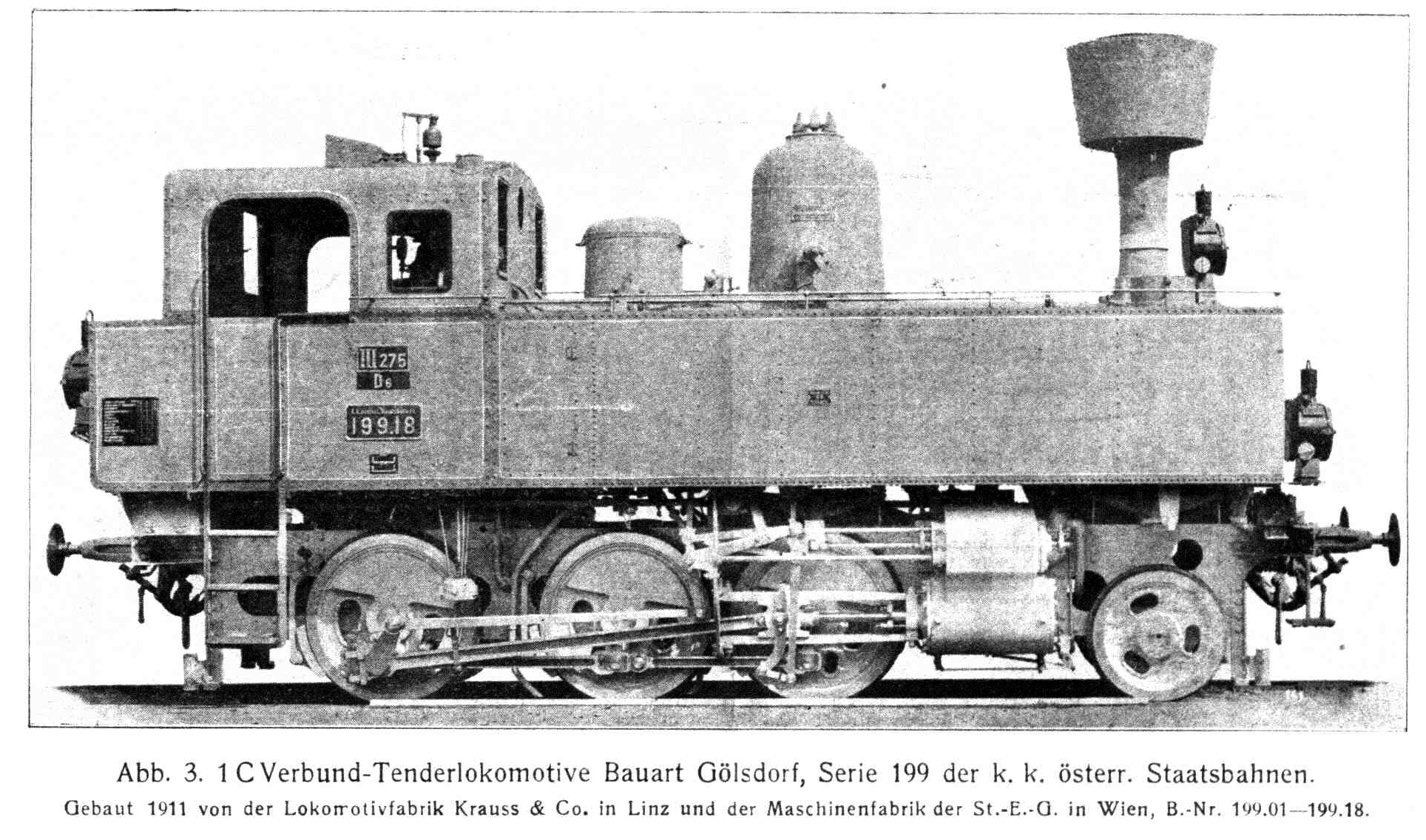
Werkfoto kkStB 199.18 (StEG 1910)

### Reihe 199

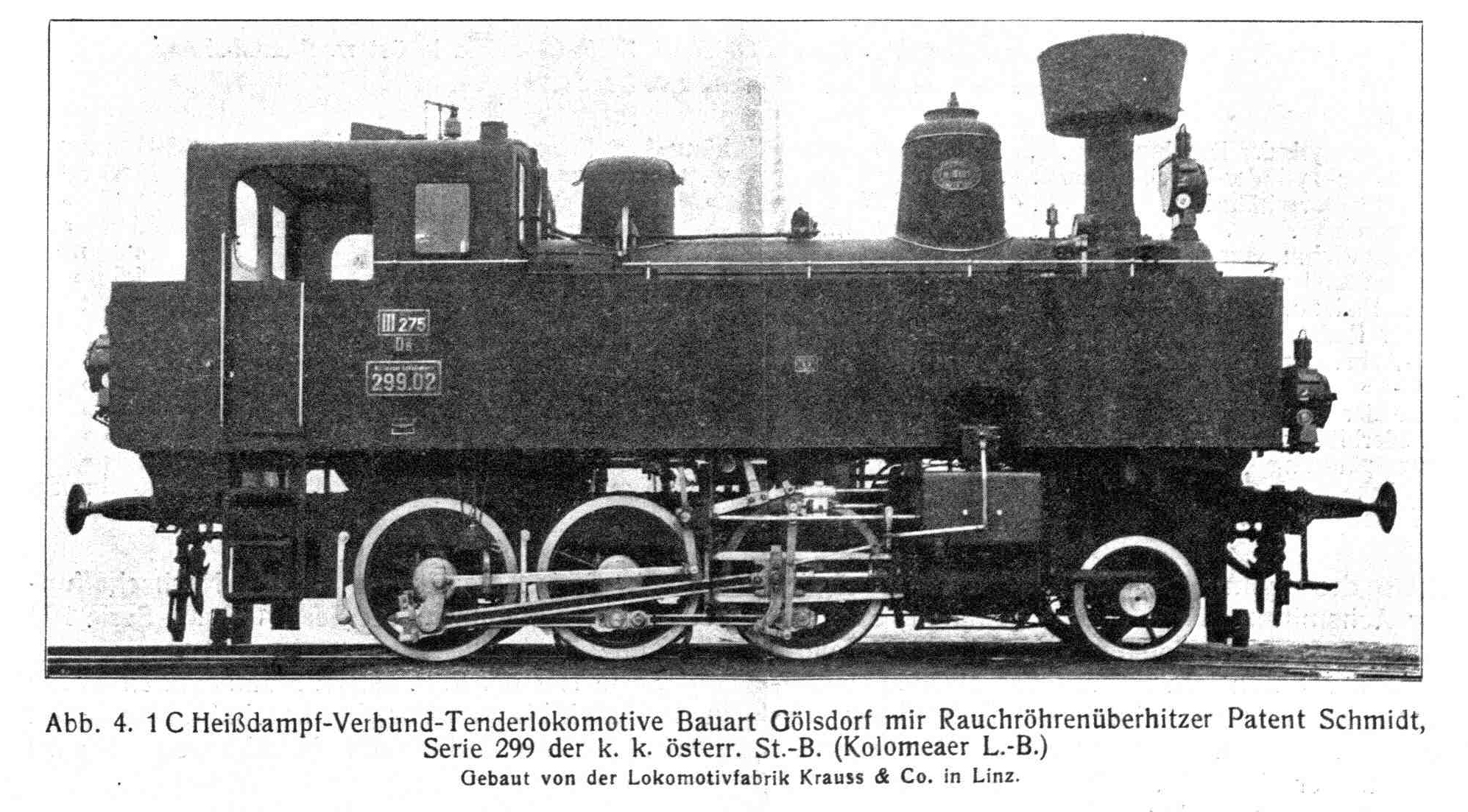
Werkfoto der kkStB 299.02

Für die Bozen-Meraner-Bahn sowie die anschließende Vinschgaubahn entwarf Gölsdorf eine Type mit größeren Vorräten, welche zwischen 1908 und 1913 in 20 Exemplaren als Reihe 199 gebaut wurde. Im Gegensatz zur Vorgängerreihe besaßen diese Lokomotiven lediglich einen einzelnen Dampfdom sowie teilweise Vollguss-Scheibenräder und (bei den letzten vier Exemplaren) eine Heusingersteuerung anstatt der Winkelhebelsteuerung. Hersteller war neben Krauss/Linz auch die Lokomotivfabrik der StEG. Die Maschinen waren auch auf der Donauuferbahn, der Wechselbahn sowie auf der Wiener Stadtbahn eingesetzt. Jeweils eine Lok kam nach Zwettl, Görz und Laibach.
Die gleiche Type wurde in neun Exemplaren auch für die NÖLB als Reihe 102 gebaut und u. a. im Weinviertel und auf der Strecke Freiland–Türnitz eingesetzt. Lok 102.04 ging im Jahr 1909 als Naturalausgleich an die kkStB für die Betriebsführung auf der den NÖLB gehörenden Linie Freiland–Türnitz und erhielt von den kkStB die Nummer 199.07 (später ÖBB 91.107).

### Reihe 299
Zur Modernisierung des Fuhrparks auf der Lokalbahn von Kolomea in Ostgalizien entwickelte Gölsdorf 1909 schließlich die Heißdampf-Verbundtype 299, welche von Krauss in Linz in zwei Exemplaren mit den Nummern 299.01 und 299.02 geliefert wurde. Als besonderes Merkmal besaß der Hochdruckzylinder einen Kolbenschieber, während der Niederdruckzylinder einen Flachschieber besaß. Erstmals kamen automatische Schmierpressen zum Einbau.
Die NÖLB bestellten drei Exemplare mit Zwillingstriebwerk, welche als Reihe 202 in Dienst gestellt wurden und über Kolbenschieber verfügten. In ihren äußeren Dimensionen wich sie durch den geringeren Gesamtradstand von 4.750 mm und dem höher liegenden Heißdampfkessel mit Schmidt-Überhitzer geringfügig von den anderen Maschinen ab. Bei den Loks der NÖLB kam eine normale Heusingersteuerung zur Anwendung. Allerdings trat die erwartete Leistungssteigerung durch die wenig ausgewogenen Verhältnisse von Heiz- und Rostfläche sowie den beiden Dampfstufen des Verbundtriebwerks nicht ein. Ein Weiterbau der Reihe unterblieb aufgrund der hohen Anschaffungskosten und den schlechten Unterhaltsmöglichkeiten für Heißdampfloks in den Werkstätten der Lokalbahnen. Die beiden kkStB-Maschinen waren im Heizhaus Stanislau stationiert, die NÖLB-Loks u. a. in Mistelbach.

## Einsatz und Verbleib

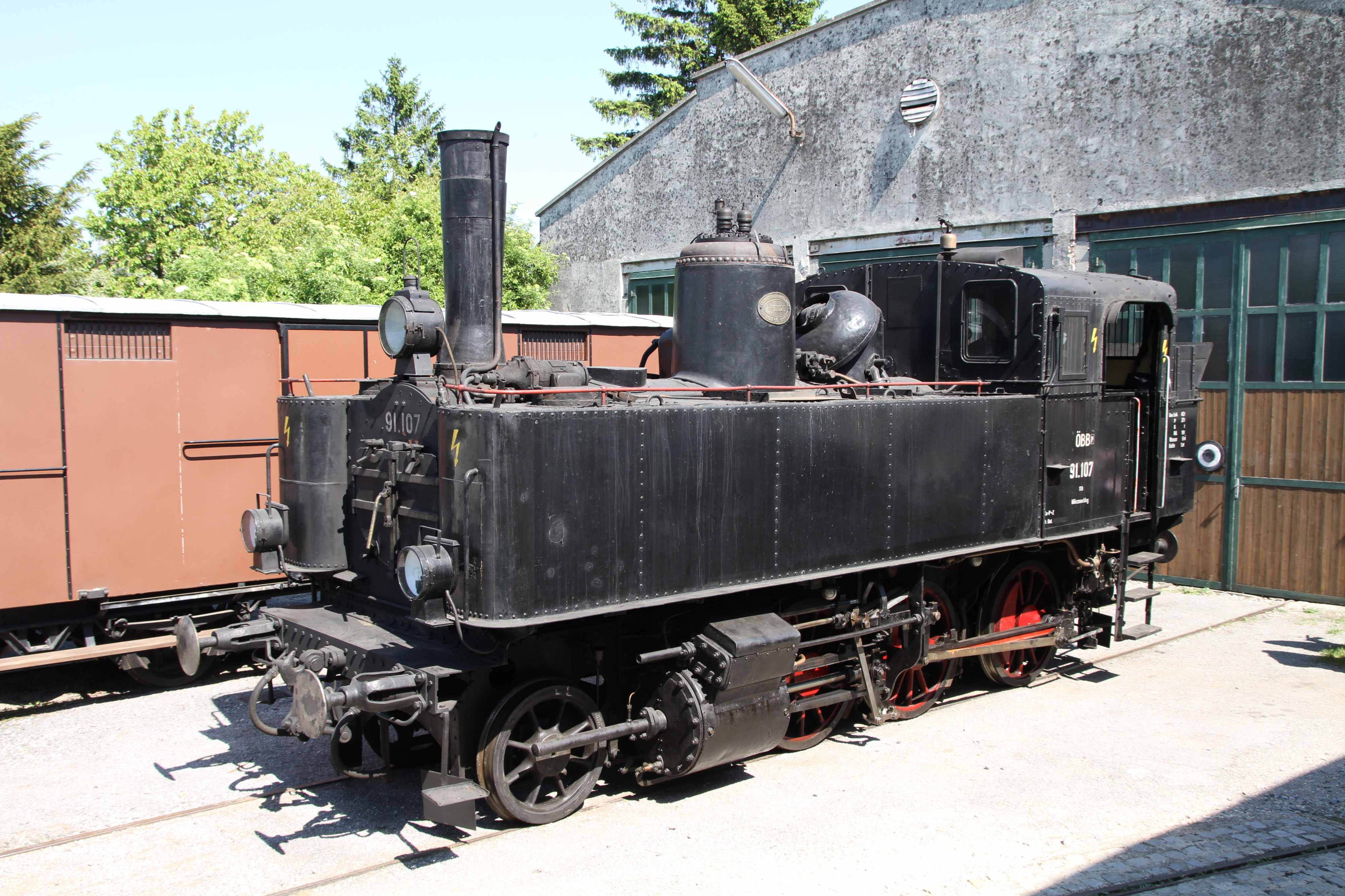
Museumslok 91.107 (ex kkStB 199.07/NÖLB 102.04)

Nach dem Ersten Weltkrieg erhielt Italien acht Stück (FS 876 und 877)), Jugoslawien 13 (JDŽ 153) und die Tschechoslowakei 34 Stück der genannten Baureihen. Die beiden kkStB 299 verblieben bei den Rumänischen CFR. Bei den BBÖ verblieben 34 Lokomotiven, die ihre kkStB-Nummern behielten. Im Zuge der Verstaatlichung kamen die Lokomotiven der NÖLB 1923 zur BBÖ, wo sie die Nummern 99.70–74 (vormals Reihe 2) bzw. 199.21–29 (vormals Reihe 102) und 399.01–03 (vormals Reihe 202) erhielten.
Eingesetzt waren diese Lokomotiven in der Zwischenkriegszeit hauptsächlich auf den Nebenbahnen um Wels, Bad Radkersburg und Pöchlarn, aber auch auf vielen anderen Lokalbahnen. Bei Übernahme durch die Deutsche Reichsbahn 1938 erhielten die Lokomotiven der Reihe 99 die Nummern 98.1301–1324, die 199er die Nummern 98.1352–1374 zugewiesen.
1941 waren die JDŽ 153-002, 004, 008, 009 für einige Monate bei den MÁV und trugen zumindest auf dem Papier die Bezeichnung 376,1002, 1004, 1008 und 1009.
Von den ÖBB wurden 1953 noch 15 Stück 99er als Reihe 91, 9 Stück 199er als Reihe 91.1 und zwei Loks der Heißdampfausführung als Reihe 191 übernommen. Die letzten beiden Stellen der Ordnungsnummern blieben dieselben wie bei der BBÖ. Die Maschinen der Reihe 91 waren in Linz, Wels, St. Pölten, St. Valentin, Wiener Neustadt, Aspang, Mürzzuschlag, Mistelbach und Sigmundsherberg. Bemerkenswert war hier vor allem der Einsatz als Schiebelokomotive zum Eilzug E185/186 auf der Südrampe der Semmeringbahn.
1960 begann eine Typenkonzentration, sodass die meisten Lokomotiven in den Heizhäusern Wiener Neustadt und Mürzzuschlag zu finden waren. Im selben Jahr schieden die beiden 191 aus, bis 1968 waren alle weiteren Lokomotiven bis auf drei Exemplare ausgemustert. Das letzte Einsatzgebiet dieser drei Lokomotiven war die Lokalbahn Mürzzuschlag–Neuberg, wo sie 1972 endgültig ausgemustert wurden.

### Verbleib
Von der ÖBB Reihe 91 ist ein Exemplar erhalten geblieben: Lok 91.32 befindet sich heute im Südbahnmuseum Mürzzuschlag. Von der ÖBB Reihe 91.1 ist Lokomotive 91.107 im Eisenbahnmuseum Schwechat erhalten und steht im Eigentum des Verbandes der Eisenbahnfreunde. In Slowenien sind noch die drei Exemplare JŽ 153-004, JŽ 153-006 sowie JŽ 153-11 (alle ehemals kkStB 99) erhalten geblieben.

## Bildergalerie

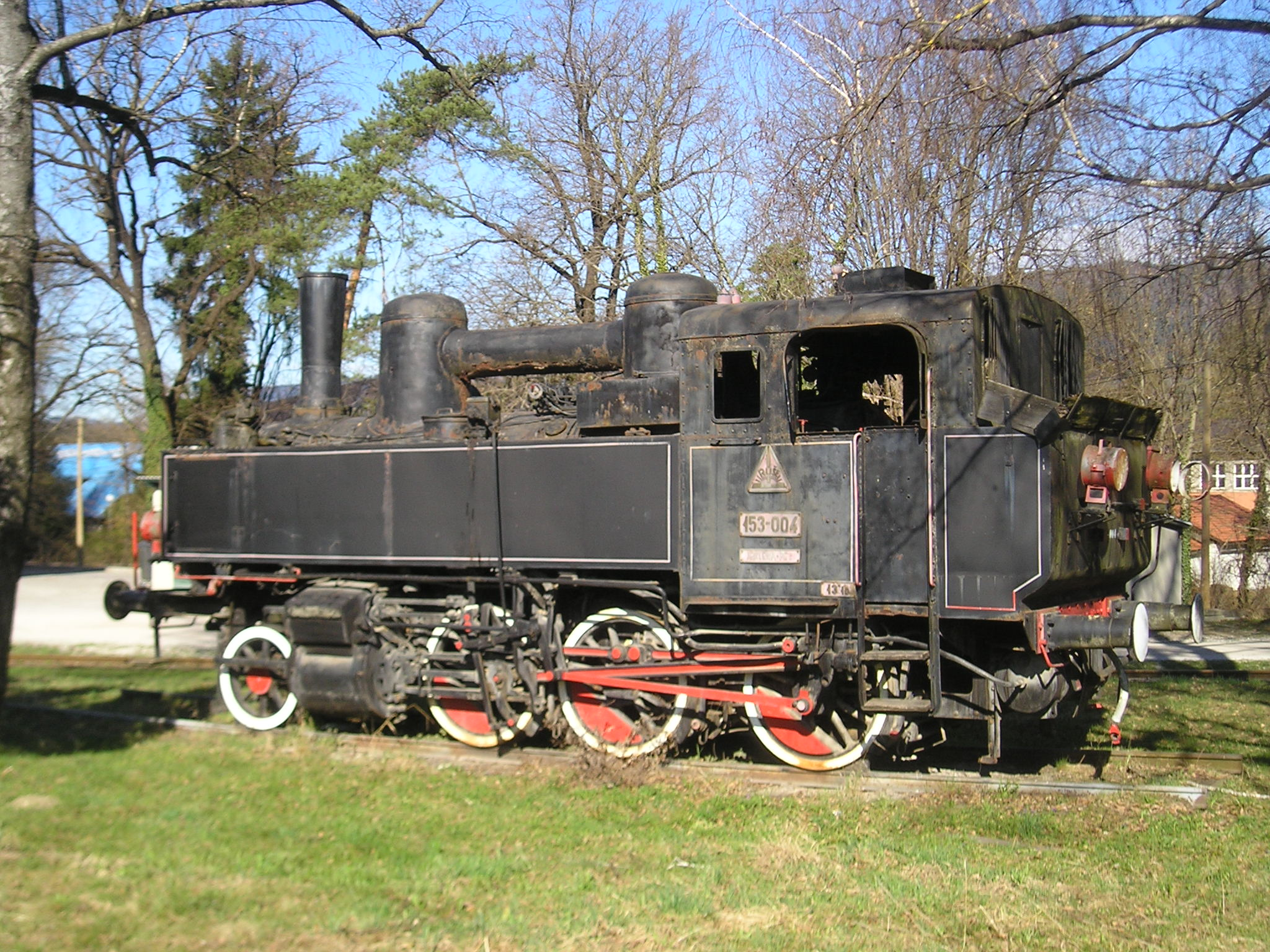
JZ 153-004 als Denkmallok in Ruše
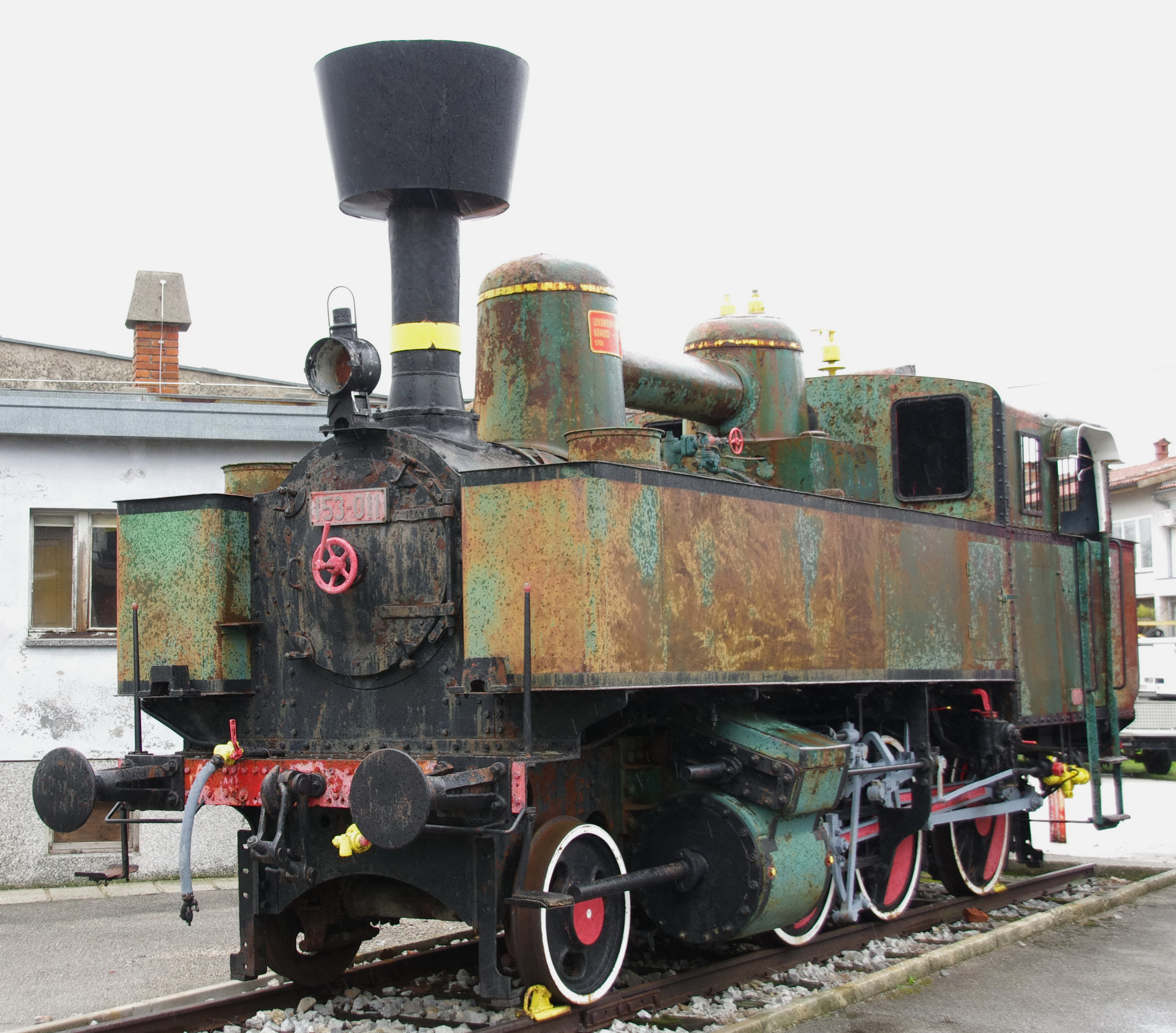
Denkmallok JZ 153-011 in Ajdovščina
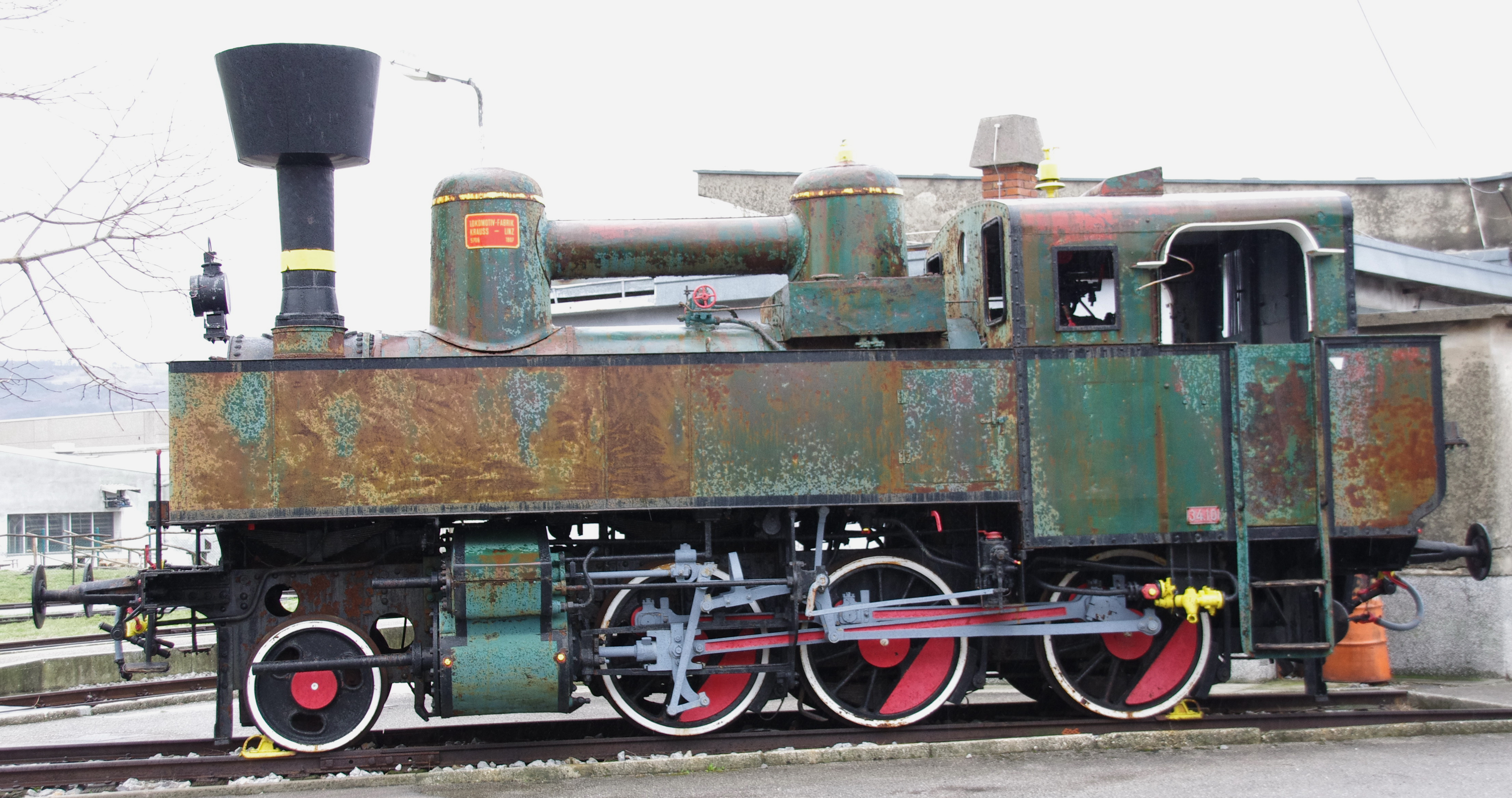
Seitenansicht der Lok JZ 153-011
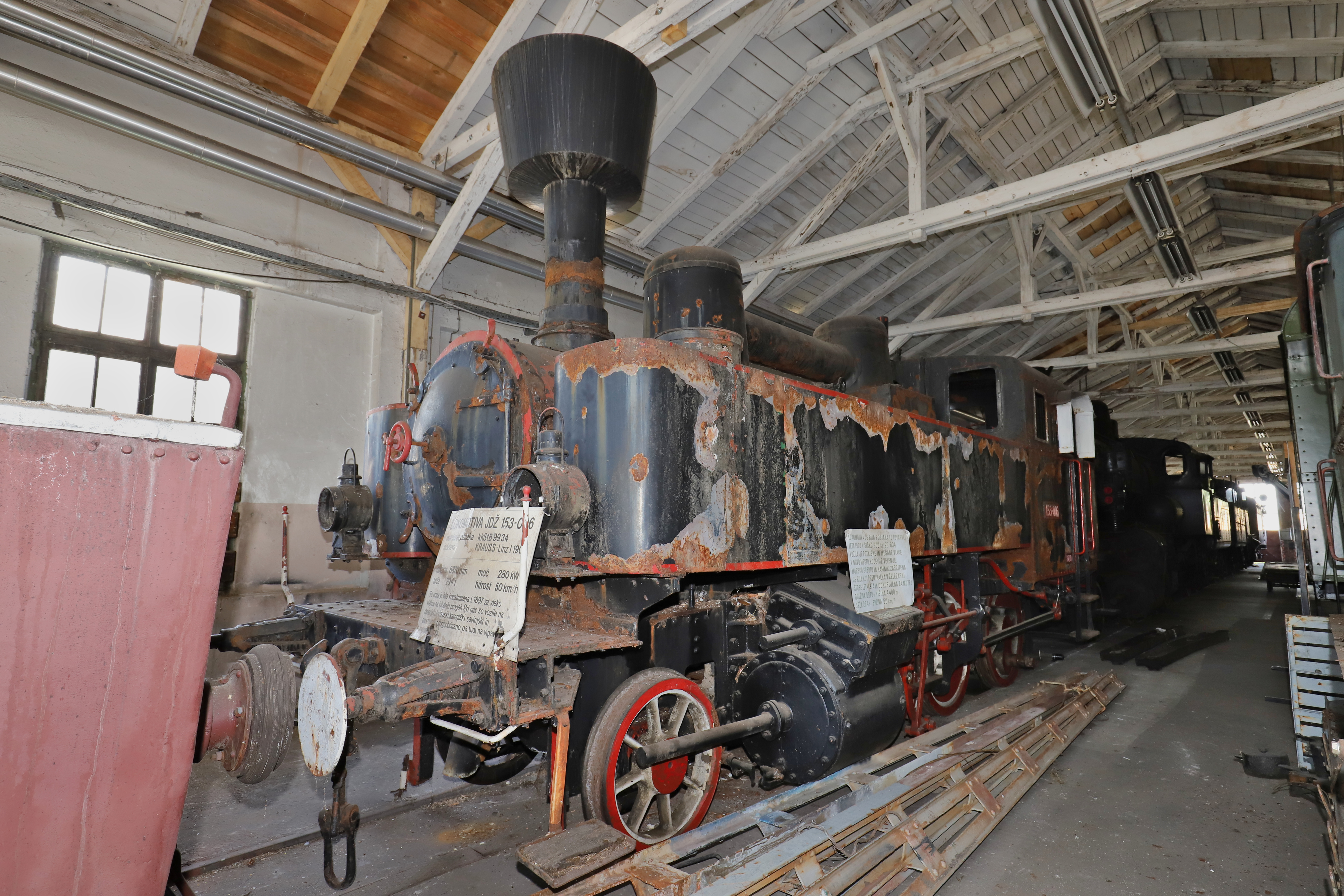
JZ 153-006 im Eisenbahnmuseum Ljubljana
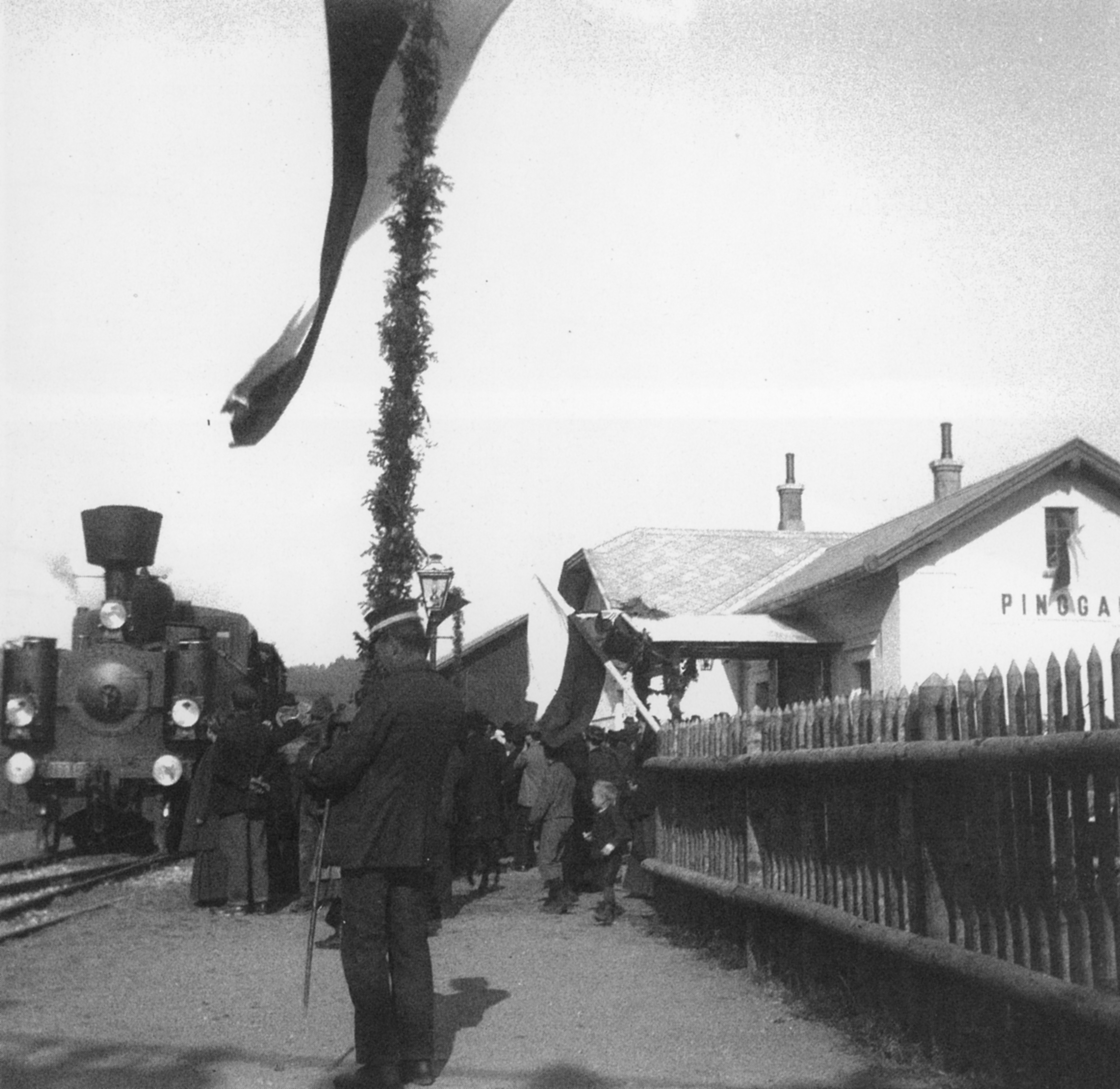
Eröffnungszug der Wechselbahn mit einer 199er (1910)
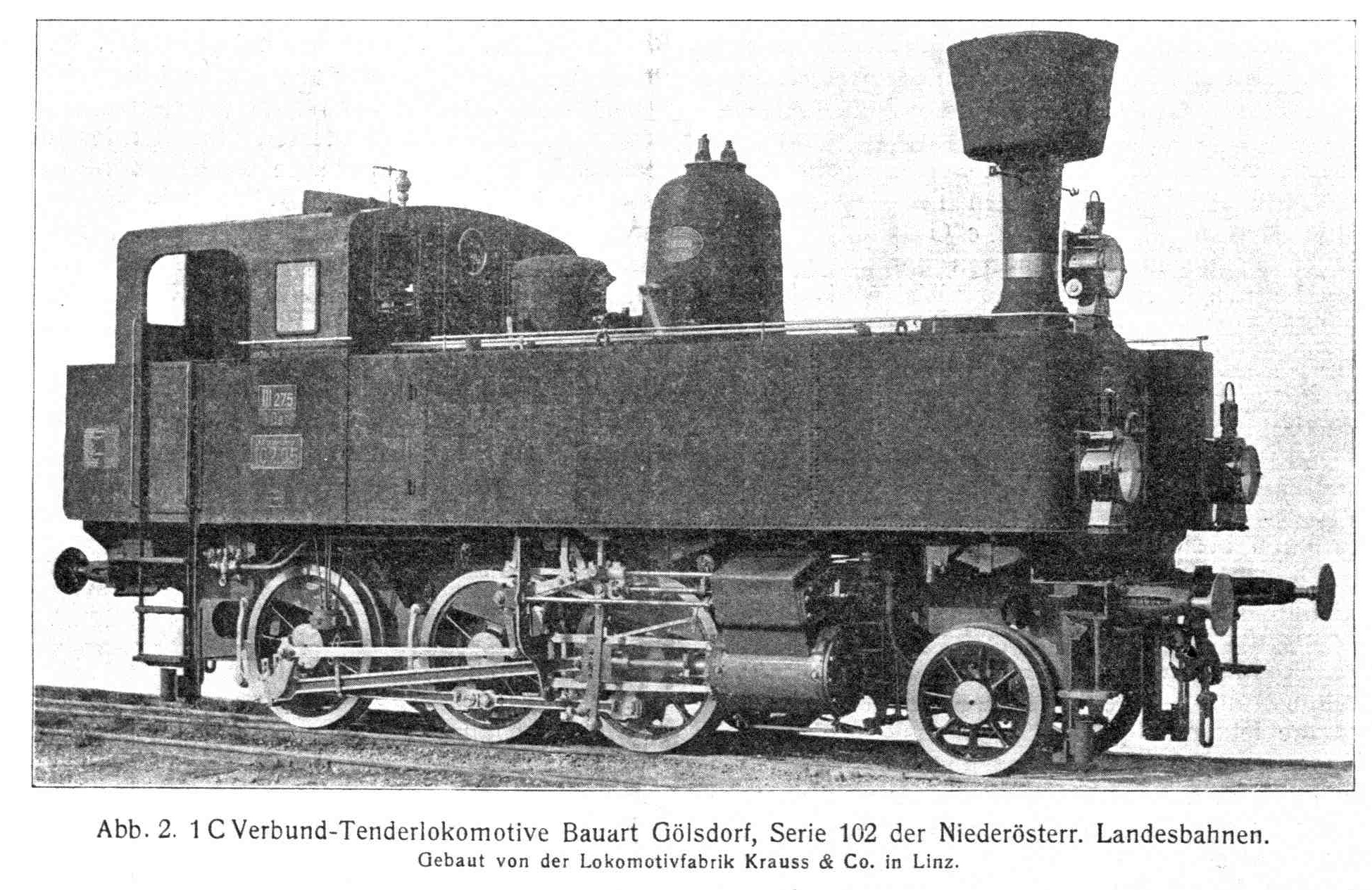
Werkfoto einer NÖLB 102
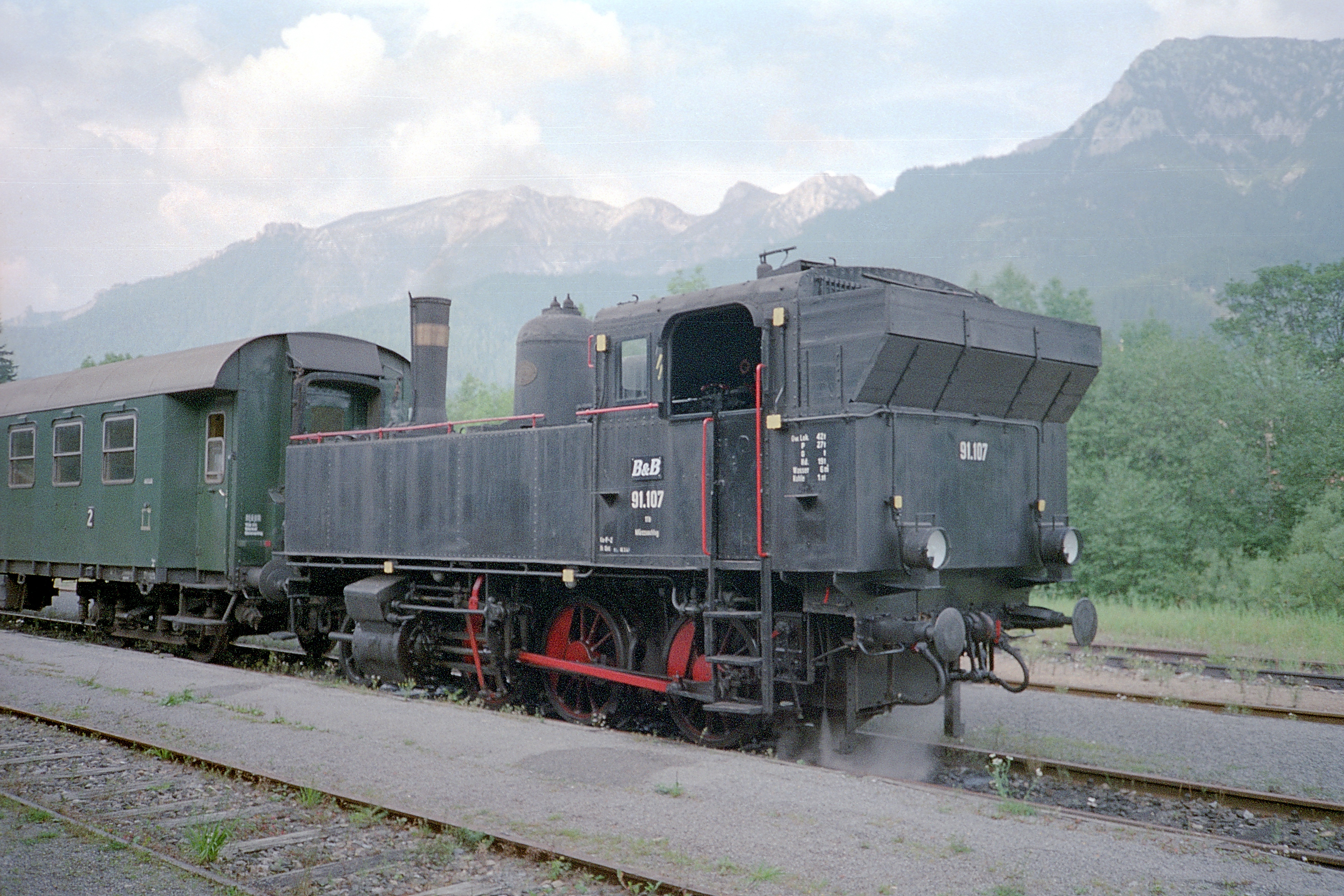
91.107 in Neuberg (1991)
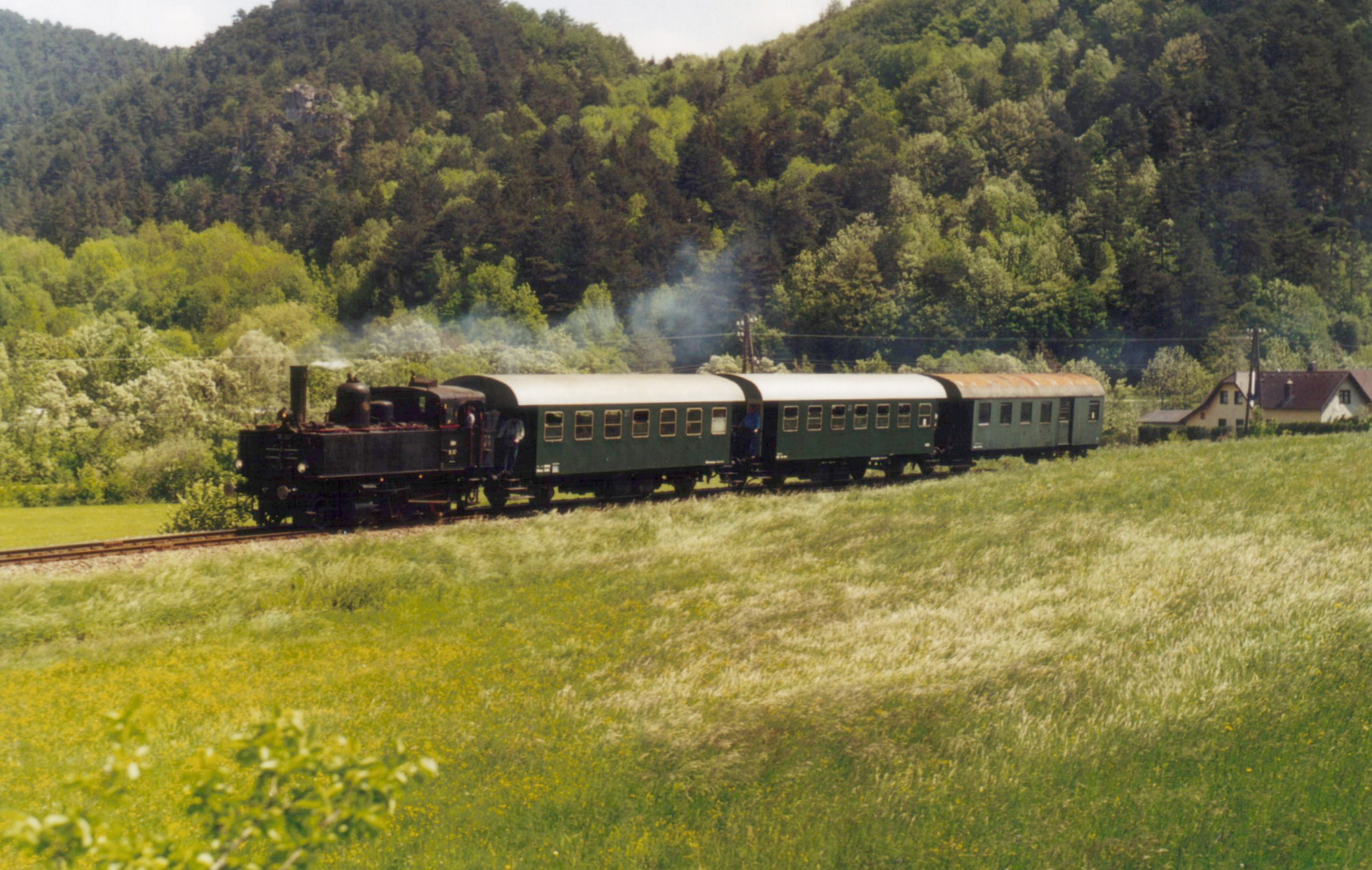
Sonderfahrt nach Türnitz mit 91.107 (2001)